# حديقة أرياك الرياضية الحضرية
حديقة أرياك الرياضية الحضرية (اليابانية 有 明 ア ー バ ン ポ ー ツ パ ー ク ، Yū Akira abanpotsuPaku) هي حديقة رياضية مخططة في جنوب العاصمة اليابانية طوكيو، وبشكل أدق في منطقة أرياك في منطقة كوتو في طوكيو.
ستستضيف حديقة أرياك الرياضية الحضرية فعاليات التزلج على اللوح التي تنضم لأول مرة في فعاليات الألعاب الأولمبية بالأضافة إلى مسابقات BMX .